# 武经七书
《武經七書》是中華地區古代七本重要的軍事法規及著作，其中包括《孫子兵法》。這些典籍在公元11世紀開始被冠以此名，並從宋代開始被列入大多數軍事百科全書中。歷代官員必須閱讀《武經七書》的部分或全部，方可獲得升遷。多個世紀以來，學者們的各樣注釋及分析生成了多個選集。

## 名單
- 《孙子兵法》 ，春秋末期的齊國人，孫武著。全書為十三篇。始計第一、作戰第二、謀攻第三、軍形第四、兵勢第五、虛實第六、軍爭第七、九變第八、行軍第九、地形第十、九地第十一、火攻第十二、用間第十三。
- 《吴子兵法》 ，戰國時衛國人吳起所作。分上下兩卷，每卷三篇，共六篇。與《孫子》一起並稱「孫吳兵法」。《吳子》一書雖僅五千字左右，但內容十分豐富，是繼《孫子》以後又一部具有重大理論價值的兵學論著。
- 《六韬》 ，周朝人，舊題姜尚著，分《文韜》、《武韜》、《龍韜》、《虎韜》、《豹韜》、《犬韜》，共六卷。
- 《三略》 ，秦朝末年人，舊題黃石公撰。此書側重於從政治策略上闡明治國用兵的道理，不同於其他兵書。它是一部糅合了諸子各家的某些思想，專論戰略的兵書。
- 《司马法》，春秋時代後期齊國的將軍、田穰苴所作。共155篇。《司馬法》最早見於《漢書·藝文志》，稱《軍禮司馬法》。漢朝以後，該書多有散佚，至唐朝編《隋書·經籍志》時錄為3卷5篇，列入子部兵家類，稱為《司馬法》，即今本《司馬法》3卷5篇的原型，其中既涉及了春秋時的制度，亦涉及了戰國時的制度。
- 《尉缭子》， 戰國時代魏國人，尉繚所作。書中雜家類著錄《尉繚》29篇，兵形勢家類著錄《尉繚》31篇。《尉繚子》的軍事思想具有戰國時代的特色，宋元豐年間（1078年—1085年），被定為《武經七書》之一，為武學科舉必讀的兵學教材。
- 《唐太宗李卫公问对》，唐朝人，舊題李靖所撰。該書體裁是傳統的問答式，全書共有98次問答。由於新舊唐書都沒有此書的記載，所以許多人懷疑此書是偽作。

## 外部連結
- 武経七書(京都大学付属図書館所蔵)